# Castello di Copertino
Das Castello di Copertino ist eine Kastellburg im Zentrum der Gemeinde Copertino in der italienischen Provinz Lecce, Region Apulien.

## Geschichte
Das heutige Aussehen der Festung geht auf einen Umbau im 16. Jahrhundert nach Plänen des Militärarchitekten Evangelista Menga zurück. Der Bauherr dieses Umbaus, der 1540 abgeschlossen wurde,  war Alfonso Castriota aus der Familie Branai Castriota (oder Granai Castriota), Nachkommen von Vrana Konti über dessen Nichte Maria, Gattin seines Sohnes Antonio, wie man es heute noch auf der östlichen Kurtine der Festung lesen kann:

„pater patruus et socer“
(dt.: Vater, Onkel und Schwiegervater)

Tatsächlich müsste der erste Kern der Festung aus dem 13. oder 14. Jahrhundert stammen, wie man aus der Form des hohen, hoch aufragenden Turms mit rechteckigem Grundriss erkennen kann. Dann gab Maria d’Enghien, die Gattin von Ladislaus von Neapel, sie ihrer Tochter aus erster Ehe, Caterina Orsini, die Tristano Chiaromonte heiratete, als Mitgift, wie das Wappen an der Frontfassade des Bergfrieds bezeugt, das an Ladislaus weitergegeben wurde. Die Nichte von Caterina, Isabella del Balzo, gab ihrerseits die Festung als Mitgift an ihren Gatten, Friedrich I. von Neapel, weiter, der sie schließlich der Gemeinde Copertino schenkte.

## Beschreibung

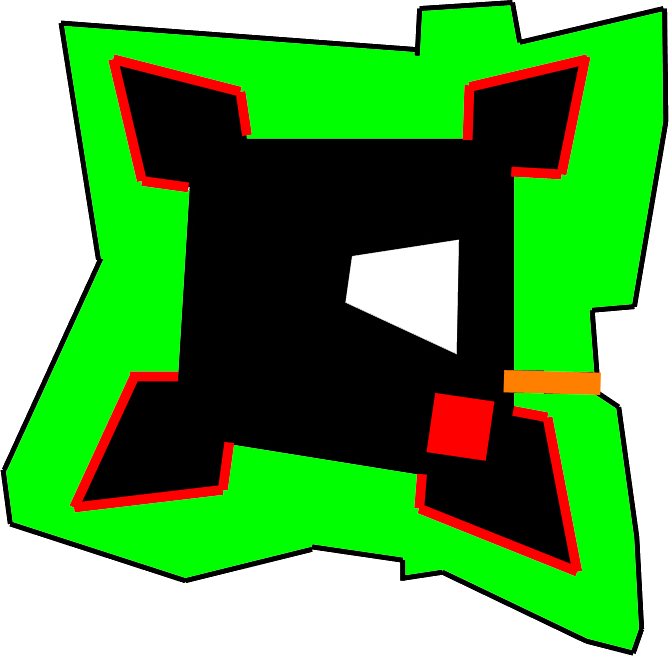
Grundriss

Das Castello di Copertino entwickelte sich um einen quadratischen Kern herum und hat darüber hinaus an allen vier Ecken lanzenförmige Bastionen. Die Anlage hat die klassische Sternform der Festungen aus dem 16. Jahrhundert, wenn auch der ältere Kern aus dem 13. oder 14. Jahrhundert, also der Zeit der Normannen, stammen müsste. Zu diesem Kern gehört auch der hohe und hoch aufragende Bergfried mit rechteckigem Grundriss, ähnlich dem Hauptturm des Castello di Lecce oder dem Turm von Leverano.
Auch heute noch ist der Bergfried gänzlich von einem Graben umgeben. In die Festung gelangt man heute über eine steinerne Brücke, die es noch nicht gab, als die Festung noch eine Verteidigungsfunktion erfüllte. Das Zugangstor nach katalanisch-durresischen Geschmack ist mit monströsen, floralen Figuren, Kriegsmotiven und Waffen- und Rüstungsteilen verziert, eine Dekoration, die gut für die Art dieses Gebäudes geeignet war.
Im Innenhof verlaufen enorme Verbindungsgalerien zwischen den Bastionen, von denen aus eine bessere Verteidigung bei Angriffen möglich war. Auf der linken Seite liegt die Vorhalle von Pinelli-Pignatelli. Auf der rechten Seite gibt es die Kapelle des Heiligen Markus, die gänzlich mit Fresken des manieristischen Malers Gianserio Strafella, gefertigt im Auftrag der genuesischen Familie Squaciafico, die die Kastellburg 1557 kauften, bedeckt ist. Im Inneren, in den Wohnräumen aus dem 16. Jahrhundert, findet man die Familienkapelle, die der Heiligen Maria von Magdala geweiht ist, mit Fresken aus dem 15. Jahrhundert, die bei Restaurierungsarbeiten entdeckt wurden.
1886 wurde die Festung zum Nationaldenkmal erklärt und 1955 unter Denkmalschutz gestellt.
Die Festung wurde bis 2014 von der Soprintendenza Belle Arti e Paesaggio per le province di Lecce, Brindisi e Taranto mit Sitz in Lecce verwaltet. Mit Dezember 2014 ging die Leitung der dem Ministerium für Kulturgüter und kulturelle Aktivitäten unterstellten Museumsburg an den Museumsverbund Apulien (italienisch Polo museale della Puglia) über. Seit Dezember 2019 übernimmt diese Aufgabe die neu geschaffene Regionale Museumsdirektion (it. Direzione regionale Musei).